# Туроволя
Туроволя (пол. Turowola) — село в Польщі, у гміні Пухачув Ленчинського повіту Люблінського воєводства.
Населення — 572 особи (2011).

## Демографія
Демографічна структура станом на 31 березня 2011 року:
|          | Загалом | Допрацездатний вік | Працездатний вік | Постпрацездатний вік |
| -------- | ------- | ------------------ | ---------------- | -------------------- |
| Чоловіки | 272     | 72                 | 181              | 19                   |
| Жінки    | 300     | 62                 | 181              | 57                   |
| Разом    | 572     | 134                | 362              | 76                   |